# 圆耳紫菀
圆耳紫菀（学名：Aster sphaerotus）为菊科紫菀属的植物，为中国的特有植物。分布于中国大陆的广西等地，生长于海拔2,700米的地区，多生长于山地林下，目前已由人工引种栽培。

## 异名
- Erigeron panduratus Chang